# 700 років мечеті хана Узбека і медресе (срібна монета)
«700 ро́ків мече́ті ха́на Узбе́ка і медресе́» — ювілейна срібна монета номіналом 10 гривень, випущена Національним банком України, присвячена найдавнішим освітньо-релігійним мусульманським пам'яткам, пов'язаним з історією та культурою кримськотатарського народу, — мечеті хана Узбека і медресе, побудованим на території міста Старий Крим на початку XIV ст.
Монету введено в обіг 10 жовтня 2014 року. Вона належить до серії «Пам'ятки архітектури України».

## Опис монети та характеристики
| Номінал грн. | Метал            | Маса, г      | Діаметр, мм | Якість виготовлення | Гурт                           | Тираж, штук |
| ------------ | ---------------- | ------------ | ----------- | ------------------- | ------------------------------ | ----------- |
| 10           | срібло 925 проби | 31,1 / 33,62 | 38,6        | пруф                | гладкий із заглибленим написом | 2 000       |

### Аверс
На аверсі монети розміщено: угорі малий Державний Герб України, напис півколом «НАЦІОНАЛЬНИЙ БАНК УКРАЇНИ», під яким (ліворуч) рік карбування монети — «2014»; у центрі на тлі стилізованого орнаменту номінал — «10 ГРИВЕНЬ».

### Реверс
На реверсі монети зображено мечеть хана Узбека на тлі стилізованого орнаменту, ліворуч від якої напис «700/РОКІВ»; по колу розміщено написи: «ESKI QIRIM. ?ZBEK HAN CAMISI VE MEDRESE» та «МЕЧЕТЬ ХАНА УЗБЕКА І МЕДРЕСЕ».

## Автори

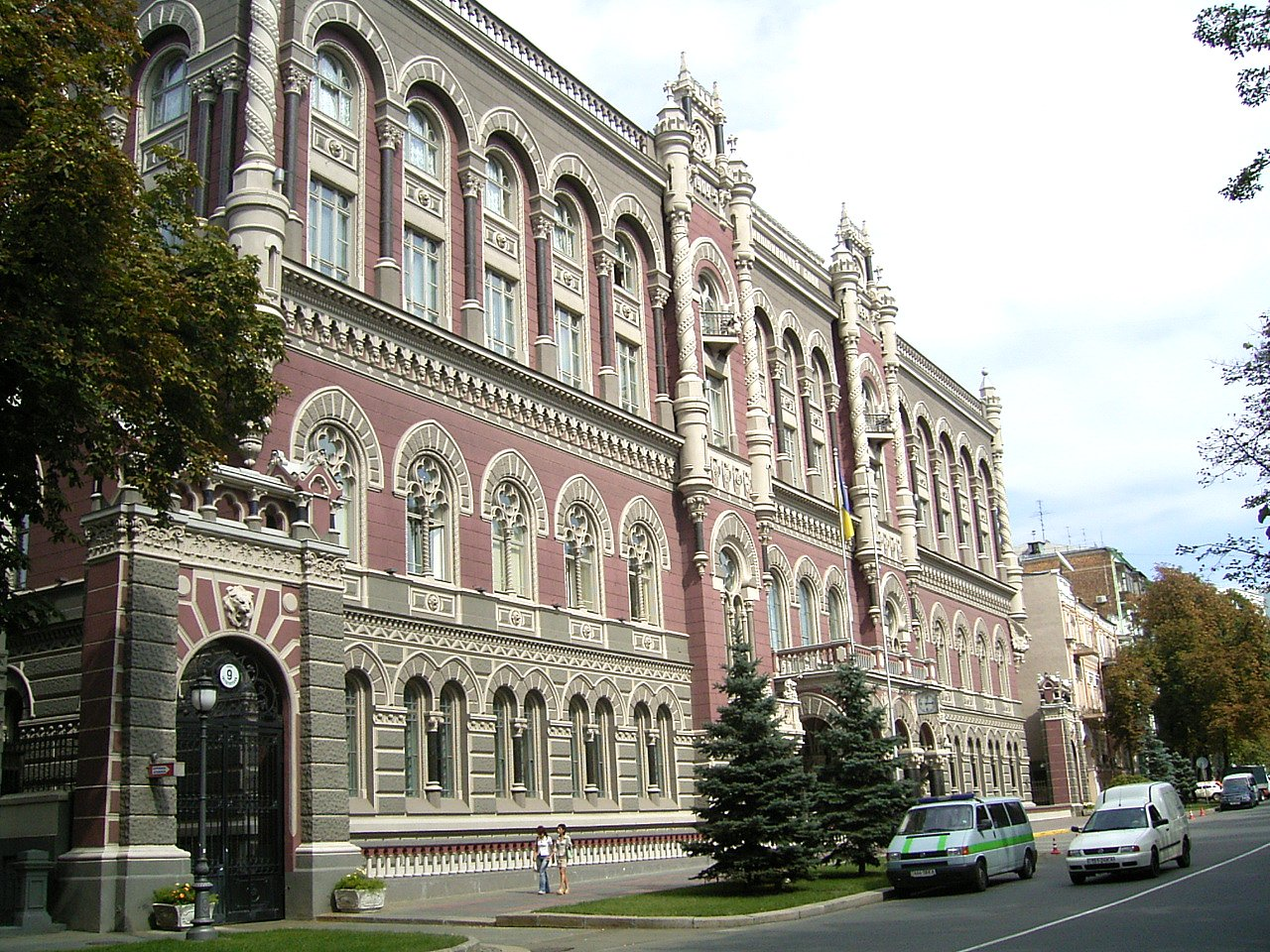
Будівля Національного банку України

- Художники: Таран Володимир, Харук Олександр, Харук Сергій.
- Скульптори: Атаманчук Володимир, Дем'яненко Анатолій.

## Вартість монети
Під час введення монети в обіг 2014 року, Національний банк України реалізовував монету через свої філії за ціною 618 гривень.
Фактична приблизна вартість монети з роками змінювалася так:
| Рік        | 2015  | 2016  | 2017  | 2018  | 2019  | 2020  | 2021  | 2022  | 2023  | 2024  | 2025  |
| ---------- | ----- | ----- | ----- | ----- | ----- | ----- | ----- | ----- | ----- | ----- | ----- |
| Ціна, грн. | 1 250 | 1 200 | 1 900 | 2 300 | 2 100 | 2 100 | 1 800 | 1 880 | 2 050 | 5 200 | 4 300 |